# Nómadas
Nómadas è un album di canzoni in lingua spagnola di Franco Battiato, pubblicato dalla EMI nel 1987.
Il disco contiene otto brani tra i più famosi del cantautore del periodo 1979-85 riscritti in castigliano, oltre a Nómadas, versione in spagnolo del brano Nomadi di Juri Camisasca, che verrà presentata in Italia solamente l'anno seguente. Bandera blanca è caratterizzata da un nuovo arrangiamento con strumenti elettronici.
L'album ottenne un grande successo commerciale in Spagna, tanto da vincere un disco di platino.

## Tracce
Musiche e arrangiamenti di Franco Battiato e Giusto Pio.

### Lato A
1. Nómadas – 4:16
2. Bandera blanca – 4:43
3. Yo quiero verte danzar – 3:36
4. Via Lactea – 4:46

Durata totale: 17:21

### Lato B
1. La era del jabalí blanco – 3:48
2. Despertar en primavera – 3:33
3. Mal de Africa – 3:43
4. Perspectiva Nevski – 3:26
5. Otra vida – 3:45

Durata totale: 18:15